# Зевголис, Григориос
Григориос Зевголис (греч. Γρηγόριος Ζευγώλης, 1886 год, Афины — 1950 год, там же) — скульптор и художник.

## Биография

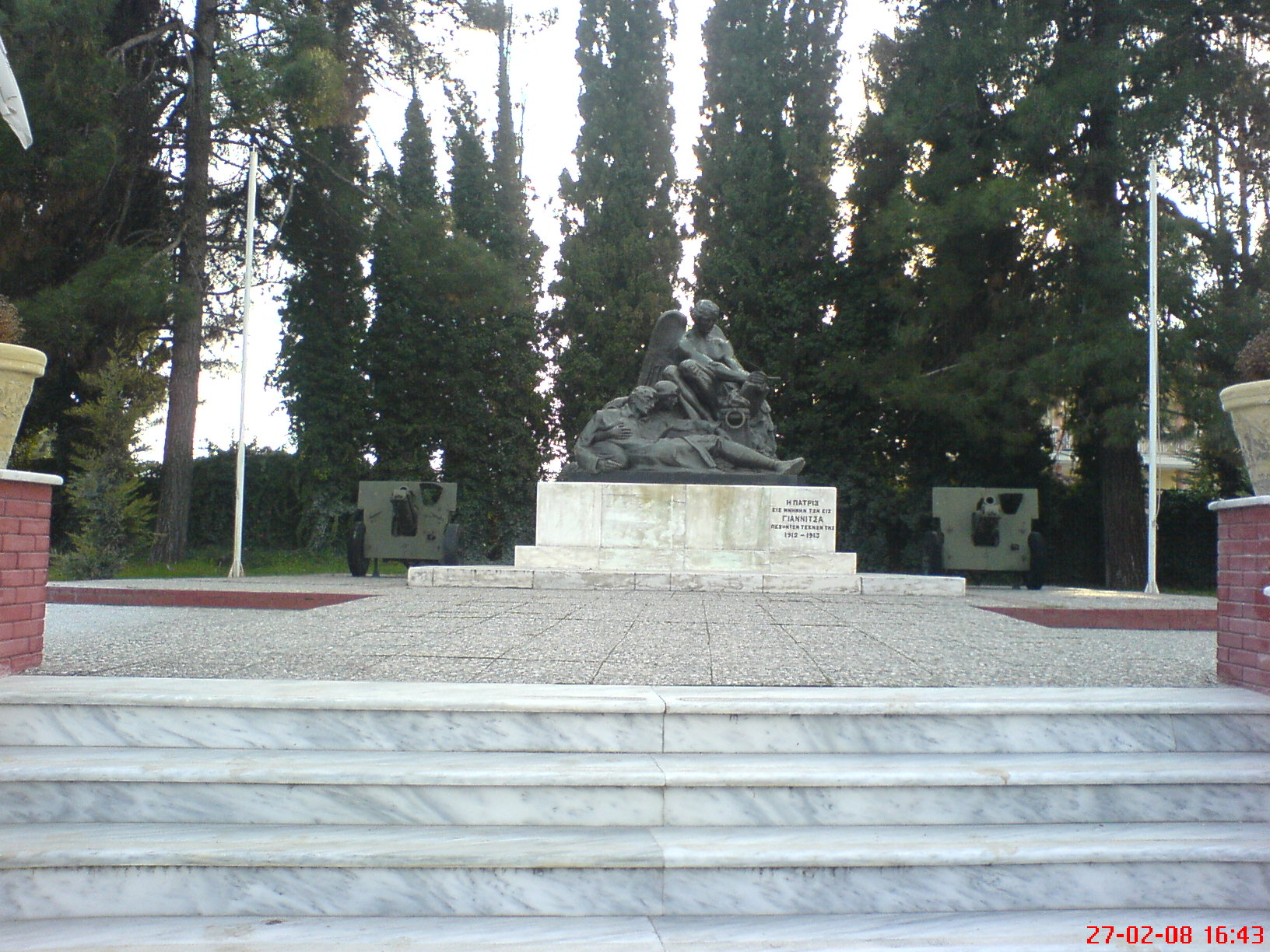
Янница. Памятник погибшим в Балканские войны 1912—1913 гг.

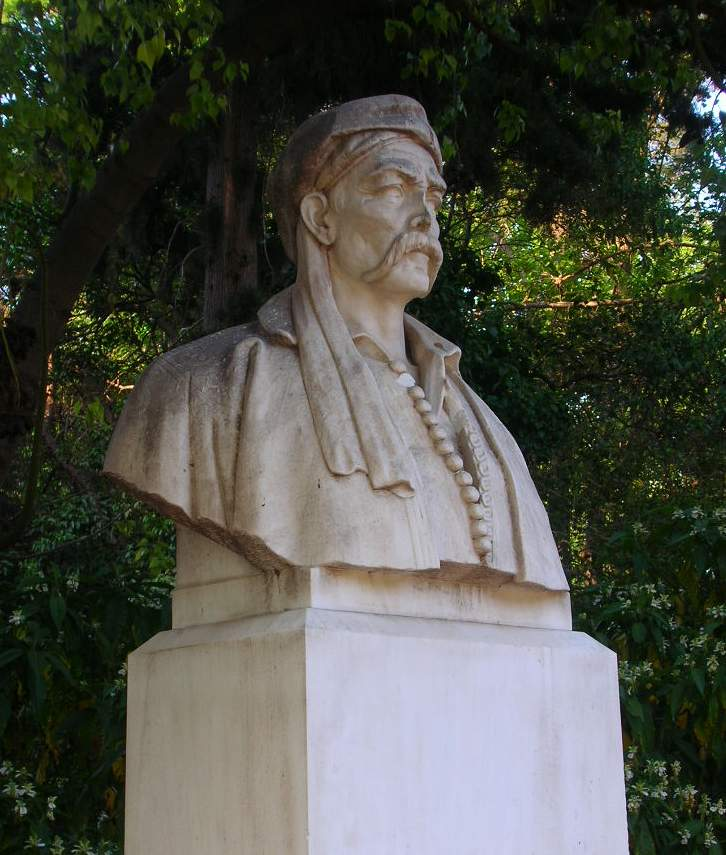
Бюст Никитараса на Марсовом поле

Зевголис родился в 1886 году в Афинах в семье выходцев с острова Наксос.
Окончил Афинскую школу изящных искусств, где учился живописи у Никифороса Литраса, а скульптуре — у Георгиоса Врутоса. Продолжил учёбу в течение 5 лет в Академии Жюлиан (Academie Julian) у Paul Landowski и в Парижской школе изящных искусств (фр. École nationale supérieure des Beaux-Arts).
По возвращении в Афины открыл совместно с Николаосом Литрасом ателье рядом с Национальным археологическим музеем. Вместе с Литрасом был основателем художественной группы «Искусство» (греч. «Τέχνη»).
Зевголис был глубоко подвержен влиянию Родена и современных художественных течений, преобладающих в годы его учёбы в столице Франции. Как писал С. Лидакис, Зевголис был истинным представителем роденовской и пост-роденовской скульптуры в Греции, который использовал элементы скульптуры Родена с символическим реализмом.
Зевголис был одним из самых продуктивных греческих скульпторов эпохи между мировыми войнами. Среди прочих его работ были военные мемориалы в городах Кератеа (1916), Митилини (1919) и Янница (1925). Как представителю сторонников скульптуры под открытым небом, ему принадлежит мраморный бюст героя Освободительной войны 1821—1829 годов Никитараса (1937) на афинском Марсовом поле, художника Периклиса Византиоса в районе Плака под Акрополем, поэта Ламброса Порфираса на острове Хиос и другие.
Одно из самых известных произведений Зевголиса — «Нагая Ева» — установлена на площади Николопулоса в афинском квартале Ано Патисиа.
Зевголис представил свои работы на своей выставке в Афинах в 1919 году и принял участие в групповых выставках 1915 и 1917 годов.
Умер в Афинах в 1950 году.